# 10596 Stevensimpson
10596 Stevensimpson è un asteroide della fascia principale. Scoperto nel 1996, presenta un'orbita caratterizzata da un semiasse maggiore pari a 2,8491449 UA e da un'eccentricità di 0,0173323, inclinata di 1,54146° rispetto all'eclittica.